# Sitana ponticeriana
Sitana ponticeriana là một loài thằn lằn trong họ Agamidae. Loài này được Cuvier mô tả khoa học đầu tiên năm 1829.

## Hình ảnh

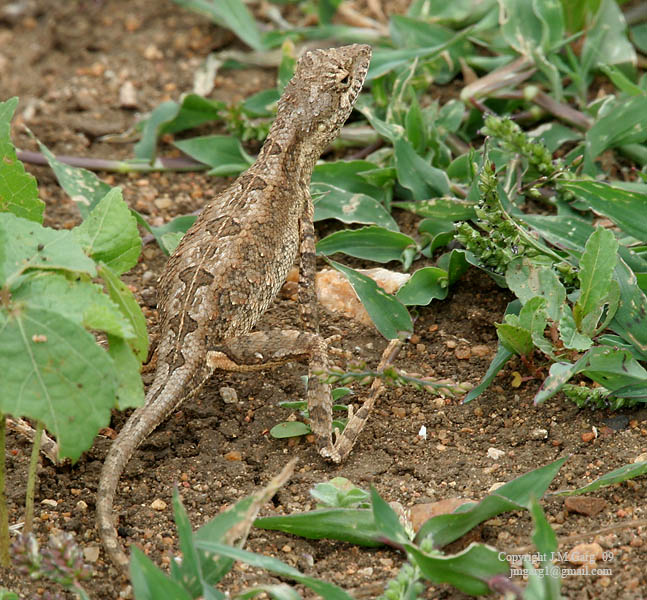
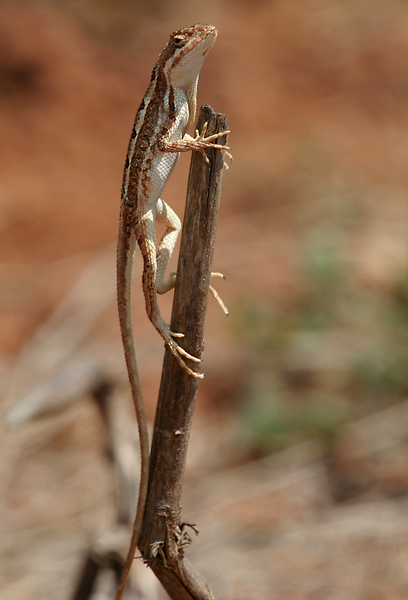
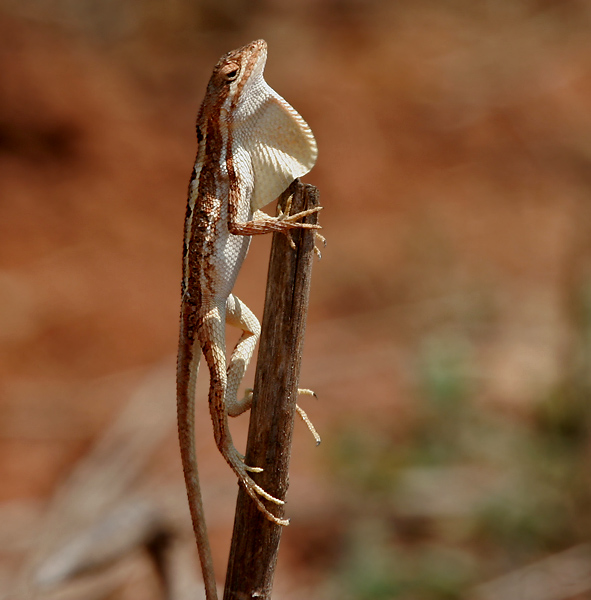
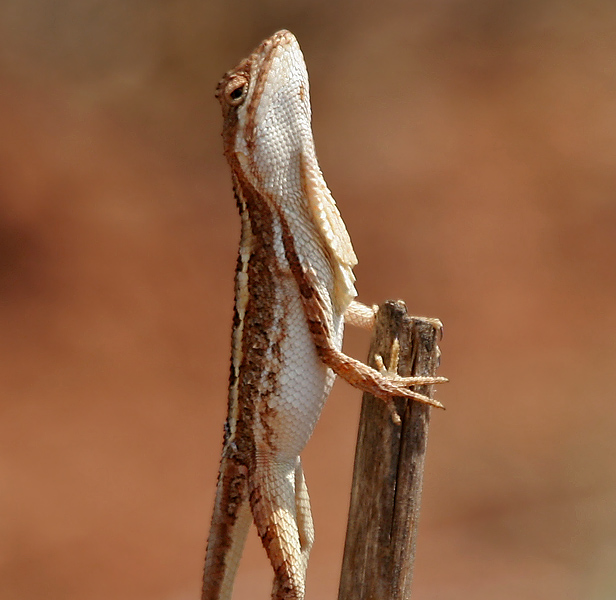